# Status Grand Prix
Status Grand Prix – irlandzki zespół wyścigowy startujący obecnie z kanadyjską licencją, założony w Silverstone w 2005 roku. Obecnie ekipa startuje w serii GP3, FIA World Endurance Championship i European Le Mans Series. W przeszłości startował także w A1 Grand Prix.

## Historia

### A1 Grand Prix
Status GP powstał w 2005 roku, na potrzeby narodowej ekipy Irlandii, startującej w A1 Grand Prix. Założycielami zespołu są przede wszystkim Teddy Yip Jr (syn Teddy'ego Yipa – założyciela zespołu Formuły 1 – Theodore Racing), a także były szef działu martketingowego ekipy Jordan Grand Prix Mark Gallagher, były kierowca F1 Dave Kennedy oraz John Hynes. W sezonie 2007/2008 ekipa prowadziła również reprezentację Kanady, natomiast ekipę Holandii wspierała w kwestiach technicznych. W ostatnim roku istnienia serii, Adam Carroll wywalczył dla stajni tytuł mistrzowski. 

### Seria GP3
Od 2010 roku zespół startuje w nowo utworzonej Serii GP3. Już w pierwszym sezonie zespół walczył o tytuł mistrzowski. Ostatecznie zmagania zakończyli na 2. miejscu, podobnie jak ich najlepszy zawodnik – Kanadyjczyk Robert Wickens.
W drugim roku startów Brytyjczyk Alexander Sims w środkowej fazie sezonu przewodził w klasyfikacji generalnej. W ostateczności jednak rywalizację ukończył na 6. pozycji. Cały zespół sklasyfikowany został na 5. lokacie.
W sezonie 2012 był jak do tej pory najgorszym sezonem w wykonaniu zespołu. Najlepszy z zawodników - Marlon Stöckinger co prawda wygrał jeden wyścig, lecz ostatecznie uplasował się na zaledwie 10 pozycji w klasyfikacji kierowców. Ostatecznie zespół został sklasyfikowany jako 6 wśród wszystkich zespołów ze stawki.
Sezon 2013 był najgorszym sezonem w historii występów w serii GP3. Ekipa została sklasyfikowana na dziewiątym miejscu w klasyfikacji końcowej. Dorobek 18 punktów zespół zawdzięcza jedynie gościnnym występom Alexandra Simsa podczas rundy na torze Nürburgring.
W sezonie 2014 kanadyjski zespół odnalazł dawną formę. Richie Stanaway w pierwszej części sezonu podejmował równą walkę o tytuł mistrzowski. Nowozelandczyk wygrał dwa wyścigi i zdobył łącznie 125 punktów. W drugiej części sezonu Stanaway prezentował nieco gorszą formę, jednak Nick Yelloly zaliczył dobrą passy. Wygrał ostatni wyścig sezonu w Abu Zabi. Łącznie ekipa zdobyła 254 punkty i została sklasyfikowana na trzecim miejscu.

## Statystyki

### Seria GP3
Do 2013 roku zespół jeździł z irlandzką licencją, a od 2013 - z kanadyjską.

| Rok  | Bolid           | Kierowcy               | Wyścigi | Wygrane | PP | NO | Pkt | M.K. | M.Z. |
| ---- | --------------- | ---------------------- | ------- | ------- | -- | -- | --- | ---- | ---- |
| 2010 | Dallara-Renault | Robert Wickens         | 16      | 3       | 1  | 2  | 71  | 2    | 2    |
| 2010 | Dallara-Renault | Iwan Łukaszewicz       | 16      | 0       | 0  | 0  | 0   | 32   | 2    |
| 2010 | Dallara-Renault | Daniel Morad           | 16      | 1       | 0  | 1  | 15  | 12   | 2    |
| 2011 | Dallara-Renault | Alexander Sims         | 16      | 1       | 0  | 5  | 34  |      |      |
| 2011 | Dallara-Renault | António Félix da Costa | 16      | 1       | 0  | 1  | 16  | 13   |      |
| 2011 | Dallara-Renault | Iwan Łukaszewicz       | 16      | 0       | 0  | 0  | 26  |      |      |
| 2012 | Dallara-Renault | Marlon Stöckinger      | 16      | 1       | 0  | 1  | 55  | 10   | 6    |
| 2012 | Dallara-Renault | Kōtarō Sakurai         | 6       | 0       | 0  | 0  | 0   | 24   | 6    |
| 2012 | Dallara-Renault | Alice Powell           | 16      | 0       | 0  | 0  | 1   | 19   | 6    |
| 2012 | Dallara-Renault | Lewis Williamson       | 8       | 0       | 0  | 0  | 11  | 17   | 6    |
| 2013 | Dallara-Renault | Jimmy Eriksson         | 16      | 0       | 0  | 0  | 0   | 24   | 9    |
| 2013 | Dallara-Renault | Adderly Fong           | 14      | 0       | 0  | 0  | 2   | 21   | 9    |
| 2013 | Dallara-Renault | Alexander Sims         | 2       | 0       | 0  | 0  | 77  | 8    | 9    |
| 2013 | Dallara-Renault | Josh Webster           | 16      | 0       | 0  | 0  | 0   | 28   | 9    |
| 2014 | Dallara-Renault | Nick Yelloly           | 18      | 1       | 0  | 0  | 127 | 6    | 3    |
| 2014 | Dallara-Renault | Richie Stanaway        | 18      | 2       | 1  | 1  | 125 | 8    | 3    |
| 2014 | Dallara-Renault | Alfonso Celis          | 18      | 0       | 0  | 0  | 2   | 21   | 3    |

### A1 Grand Prix
| A1 Grand Prix Rezultaty | A1 Grand Prix Rezultaty | A1 Grand Prix Rezultaty | A1 Grand Prix Rezultaty          | A1 Grand Prix Rezultaty | A1 Grand Prix Rezultaty | A1 Grand Prix Rezultaty | A1 Grand Prix Rezultaty | A1 Grand Prix Rezultaty | A1 Grand Prix Rezultaty |
| Rok                     | Bolid                   | Kierowcy                | Wyścigi                          | Wygrane                 | PP                      | NO                      | Pkt                     | M.Z.                    |                         |
| ----------------------- | ----------------------- | ----------------------- | -------------------------------- | ----------------------- | ----------------------- | ----------------------- | ----------------------- | ----------------------- | ----------------------- |
| 2007-08                 | Lola-Zytek              | A1 Team Ireland         | Ralph Firman Adam Carroll        | 1                       | 0                       | 1                       | 94                      | 6                       |                         |
| 2007-08                 | Lola-Zytek              | A1 Team Canada          | James Hinchcliffe Robert Wickens | 1                       | 2                       | 1                       | 75                      | 9                       |                         |
| 2008-09                 | Ferrari                 | A1 Team Ireland         | Adam Carroll                     | 5                       | 6                       | 5                       | 112                     | 1                       |                         |